# Loh (Schauenstein)
Loh ist ein Gemeindeteil der Stadt Schauenstein im Landkreis Hof (Oberfranken, Bayern). Loh liegt in der Gemarkung Neudorf. Zeitweise wurde zwischen Vordere und Hintere Loh unterschieden.

## Geografie
Der Weiler ist eine Streusiedlung, die auf freier Flur auf einem Höhenzug des Frankenwaldes liegt. Eine Gemeindeverbindungsstraße führt nach Neudorf zur Staatsstraße 2693 (1,2 km nördlich) bzw. zu einem Anwesen von Adlanz (1 km südlich).

## Geschichte
Von 1797 bis 1810 unterstand Loh dem Justiz- und Kammeramt Naila. Infolge des Ersten Gemeindeedikts wurde Loh dem 1812 gebildeten Steuerdistrikt Volkmannsgrün und der zugleich entstandenen Ruralgemeinde Neudorf zugewiesen. Im Zuge der Gebietsreform in Bayern wurde Loh am 1. Januar 1972 nach Schauenstein eingemeindet.

### Einwohnerentwicklung
| Jahr      | 1819  | 1861  | 1871  | 1885  | 1900   | 1925   | 1950   | 1961   | 1970   | 1987   | 2006 |
| Einwohner | *     | *     | 41    | 38    | 35     | 32     | 40     | 42     | 21     | 17     | 17   |
| Häuser    |       |       |       | 7     | 7      | 7      | 6      | 6      |        | 6      |      |
| Quelle    | [ 5 ] | [ 8 ] | [ 3 ] | [ 9 ] | [ 10 ] | [ 11 ] | [ 12 ] | [ 13 ] | [ 14 ] | [ 15 ] |      |

## Religion
Loh ist evangelisch-lutherisch geprägt und bis heute nach St. Bartholomäus (Schauenstein) gepfarrt.